# Rhinogobius lanyuensis
Rhinogobius lanyuensis är en fiskart som beskrevs av Chen, Miller och Fang, 1998. Rhinogobius lanyuensis ingår i släktet Rhinogobius och familjen smörbultsfiskar. Inga underarter finns listade i Catalogue of Life.